# Arrondissement Chaumont
Das Arrondissement Chaumont ist eine Verwaltungseinheit des französischen Départements Haute-Marne innerhalb der Region Grand Est. Verwaltungssitz (Präfektur) ist Chaumont.
Im Arrondissement liegen acht Wahlkreise (Kantone) und 158 Gemeinden.

## Wahlkreise
- Kanton Bologne (mit 33 von 38 Gemeinden)
- Kanton Bourbonne-les-Bains (mit 8 von 36 Gemeinden)
- Kanton Châteauvillain
- Kanton Chaumont-1
- Kanton Chaumont-2
- Kanton Chaumont-3
- Kanton Nogent (mit 17 von 29 Gemeinden)
- Kanton Poissons

## Gemeinden
Die Gemeinden des Arrondissements Chaumont sind:
| 1. Ageville (52001)                        | 2. Aillianville (52003)              | 3. Aizanville (52005)                  | 4. Andelot-Blancheville (52008)     |
| 5. Annéville-la-Prairie (52011)            | 6. Arc-en-Barrois (52017)            | 7. Aubepierre-sur-Aube (52022)         | 8. Audeloncourt (52025)             |
| 9. Autreville-sur-la-Renne (52031)         | 10. Bassoncourt (52038)              | 11. Biesles (52050)                    | 12. Blaisy (52053)                  |
| 13. Blessonville (52056)                   | 14. Bologne (52058)                  | 15. Bourdons-sur-Rognon (52061)        | 16. Bourg-Sainte-Marie (52063)      |
| 17. Bourmont-entre-Meuse-et-Mouzon (52064) | 18. Brainville-sur-Meuse (52067)     | 19. Braux-le-Châtel (52069)            | 20. Brethenay (52072)               |
| 21. Breuvannes-en-Bassigny (52074)         | 22. Briaucourt (52075)               | 23. Bricon (52076)                     | 24. Bugnières (52082)               |
| 25. Busson (52084)                         | 26. Buxières-lès-Clefmont (52085)    | 27. Buxières-lès-Villiers (52087)      | 28. Chalvraines (52095)             |
| 29. Chamarandes-Choignes (52125)           | 30. Chambroncourt (52097)            | 31. Champigneulles-en-Bassigny (52101) | 32. Chantraines (52107)             |
| 33. Châteauvillain (52114)                 | 34. Chaumont (52121)                 | 35. Chaumont-la-Ville (52122)          | 36. Choiseul (52127)                |
| 37. Cirey-lès-Mareilles (52128)            | 38. Cirfontaines-en-Azois (52130)    | 39. Clefmont (52132)                   | 40. Clinchamp (52133)               |
| 41. Colombey les Deux Églises (52140)      | 42. Condes (52141)                   | 43. Consigny (52142)                   | 44. Coupray (52146)                 |
| 45. Cour-l’Évêque (52151)                  | 46. Curmont (52157)                  | 47. Cuves (52159)                      | 48. Daillancourt (52160)            |
| 49. Daillecourt (52161)                    | 50. Dancevoir (52165)                | 51. Darmannes (52167)                  | 52. Dinteville (52168)              |
| 53. Doncourt-sur-Meuse (52174)             | 54. Ecot-la-Combe (52183)            | 55. Esnouveaux (52190)                 | 56. Euffigneix (52193)              |
| 57. Forcey (52204)                         | 58. Foulain (52205)                  | 59. Froncles (52211)                   | 60. Germainvilliers (52217)         |
| 61. Giey-sur-Aujon (52220)                 | 62. Gillancourt (52221)              | 63. Graffigny-Chemin (52227)           | 64. Guindrecourt-sur-Blaise (52232) |
| 65. Hâcourt (52234)                        | 66. Harréville-les-Chanteurs (52237) | 67. Huilliécourt (52243)               | 68. Humberville (52245)             |
| 69. Illoud (52247)                         | 70. Is-en-Bassigny (52248)           | 71. Jonchery (52251)                   | 72. Juzennecourt (52253)            |
| 73. La Genevroye (52214)                   | 74. Lachapelle-en-Blaisy (52254)     | 75. Lafauche (52256)                   | 76. Laferté-sur-Aube (52258)        |
| 77. Lamancine (52260)                      | 78. Lanques-sur-Rognon (52271)       | 79. Lanty-sur-Aube (52272)             | 80. Latrecey-Ormoy-sur-Aube (52274) |
| 81. Laville-aux-Bois (52276)               | 82. Lavilleneuve-au-Roi (52278)      | 83. Leffonds (52282)                   | 84. Leurville (52286)               |
| 85. Levécourt (52287)                      | 86. Liffol-le-Petit (52289)          | 87. Longchamp (52291)                  | 88. Louvières (52295)               |
| 89. Luzy-sur-Marne (52297)                 | 90. Maisoncelles (52301)             | 91. Malaincourt-sur-Meuse (52304)      | 92. Mandres-la-Côte (52305)         |
| 93. Manois (52306)                         | 94. Maranville (52308)               | 95. Marbéville (52310)                 | 96. Mareilles (52313)               |
| 97. Marnay-sur-Marne (52315)               | 98. Mennouveaux (52319)              | 99. Merrey (52320)                     | 100. Meures (52322)                 |
| 101. Millières (52325)                     | 102. Mirbel (52326)                  | 103. Montheries (52330)                | 104. Montot-sur-Rognon (52335)      |
| 105. Morionvilliers (52342)                | 106. Neuilly-sur-Suize (52349)       | 107. Ninville (52352)                  | 108. Nogent (52353)                 |
| 109. Noyers (52358)                        | 110. Orges (52365)                   | 111. Ormoy-lès-Sexfontaines (52367)    | 112. Orquevaux (52369)              |
| 113. Oudincourt (52371)                    | 114. Outremécourt (52372)            | 115. Ozières (52373)                   | 116. Perrusse (52385)               |
| 117. Poinson-lès-Nogent (52396)            | 118. Pont-la-Ville (52399)           | 119. Poulangy (52401)                  | 120. Prez-sous-Lafauche (52407)     |
| 121. Rangecourt (52416)                    | 122. Rennepont (52419)               | 123. Reynel (52420)                    | 124. Riaucourt (52421)              |
| 125. Richebourg (52422)                    | 126. Rimaucourt (52423)              | 127. Rizaucourt-Buchey (52426)         | 128. Rochefort-sur-la-Côte (52428)  |
| 129. Romain-sur-Meuse (52433)              | 130. Saint-Blin (52444)              | 131. Saint-Thiébault (52455)           | 132. Sarcey (52459)                 |
| 133. Semilly (52468)                       | 134. Semoutiers-Montsaon (52469)     | 135. Sexfontaines (52472)              | 136. Signéville (52473)             |
| 137. Silvarouvres (52474)                  | 138. Sommerécourt (52476)            | 139. Soncourt-sur-Marne (52480)        | 140. Soulaucourt-sur-Mouzon (52482) |
| 141. Thivet (52488)                        | 142. Thol-lès-Millières (52489)      | 143. Treix (52494)                     | 144. Vaudrecourt (52505)            |
| 145. Vaudrémont (52506)                    | 146. Verbiesles (52514)              | 147. Vesaignes-sous-Lafauche (52517)   | 148. Vesaignes-sur-Marne (52518)    |
| 149. Viéville (52522)                      | 150. Vignes-la-Côte (52523)          | 151. Vignory (52524)                   | 152. Villars-en-Azois (52525)       |
| 153. Villiers-le-Sec (52535)               | 154. Villiers-sur-Suize (52538)      | 155. Vitry-lès-Nogent (52541)          | 156. Vouécourt (52547)              |
| 157. Vraincourt (52548)                    | 158. Vroncourt-la-Côte (52549)       |                                        |                                     |

## Ehemalige Gemeinden seit der landesweiten Neuordnung der Arrondissements
bis 2018:
Goncourt
bis 2016:
Lamothe-en-Blaisy
bis 2015:
Bourmont, Nijon